# Viercontinentenkampioenschap kunstschaatsen 2006
Het Viercontinentenkampioenschap is een jaarlijks terugkerend evenement in het kunstschaatsen dat georganiseerd wordt door de Internationale Schaatsunie (ISU) voor deelnemers uit landen buiten Europa, namelijk van de vier continenten Afrika, Azië, Amerika en Oceanië.
De editie van 2006 was het achtste "4CK" dat werd georganiseerd. Het vond plaats van 25 tot en met 28 januari in Colorado Springs, Colorado, Verenigde Staten. Het was de tweede keer dat dit kampioenschap in de Verenigde Staten plaatsvond, in 2001 vond de derde editie in Salt Lake City plaats.
Medailles waren er te verdienen in de traditionele onderdelen: mannen individueel, vrouwen individueel, paarrijden en ijsdansen.

## Deelnemende landen
Alle ISU-leden uit Afrika, Amerika, Azië en Oceanië hadden het recht om maximaal drie startplaatsen per discipline in te vullen. Deze regel is afwijkend ten opzichte van de overige ISU kampioenschappen, waarbij extra startplaatsen worden "verdiend" door de prestaties van de deelnemers in het voorgaande jaar.
Dertien landen schreven dit jaar deelnemers in voor dit toernooi. Zij vulden dit jaar 74 startplaatsen in. Voor het eerst namen er deelnemers uit de Filipijnen en Thailand deel. Hongkong en Kazachstan vaardigden dit jaar geen deelnemers af. Canada en de Verenigde Staten vulden de maximale mogelijkheid in van twaalf startplaatsen.
(Tussen haakjes het totaal aantal startplaatsen over de vier disciplines.)
| Canada (12) Verenigde Staten (12) Australië (9) China (8) Japan (7) | Mexico (7) Zuid-Afrika (5) Zuid-Korea (4) Oezbekistan (3) | Nieuw-Zeeland (2) Taiwan (2) Thailand (2) Filipijnen (1) |

## Medailleverdeling
Bij de mannen stonden de drie medaillewinnaars voor het eerst op het erepodium. Debutant Nobunari Oda werd de zesde man die de titel veroverde en de tweede Japanner na Takeshi Honda (in 1999 en 2003). De debuterende Canadees Christopher Mabee werd tweede en de Amerikaan Matthew Savoie werd derde.
In het vrouwentoernooi werd debutante Katy Taylor de zesde vrouw die de titel op haar naam schreef en de derde Amerikaanse na Angela Nikodinov (2000) en Jennifer Kirk (2002). In 2003 eindigde de Japanse Yukari Nakano op de derde plaats en dit jaar werd ze tweede. Voor de Amerikaanse Beatrisa Liang op plaats drie was het haar eerste medaille op het Viercontinentenkampioenschap.
Bij de paren stonden de drie paren voor het eerst op het erepodium. Rena Inoue / John Baldwin jr. werden het vijfde paar die de titel veroverden en het eerste Amerikaanse paar. Het debuterende Canadese paar Utako Wakamatsu / Jean-Sebastien Fecteau werd tweede en hun landgenoten Elizabeth Putnam / Sean Wirtz namen de derde positie in.
Bij het ijsdansen legde het Amerikaanse paar Tanith Belbin / Benjamin Agosto beslag op hun derde opeenvolgende titel. Het was voor het vijfde opeenvolgende jaar dat ze op het erepodium stonden, in 2002 en 2003 werden ze tweede. Op de plaatsen twee en drie stonden twee debuterende paren, het Amerikaanse paar Morgan Matthews / Maxim Zavozin werd tweede en het Canadese paar Tessa Virtue / Scott Moir werd derde.
| Discipline | Goud                            | Zilver                                   | Brons                         |
| ---------- | ------------------------------- | ---------------------------------------- | ----------------------------- |
| Mannen     | Nobunari Oda                    | Christopher Mabee                        | Matthew Savoie                |
| Vrouwen    | Katy Taylor                     | Yukari Nakano                            | Beatrisa Liang                |
| Paren      | Rena Inoue / John Baldwin       | Utako Wakamatsu / Jean-Sebastien Fecteau | Elizabeth Putnam / Sean Wirtz |
| IJsdansen  | Tanith Belbin / Benjamin Agosto | Morgan Matthews / Maxim Zavozin          | Tessa Virtue / Scott Moir     |

## Uitslagen
| #      | naam                    | land                      | punten | korte kür | lange kür |
| ------ | ----------------------- | ------------------------- | ------ | --------- | --------- |
| Goud   | Nobunari Oda            | Vlag van Japan            | 201.69 | 1         | 2         |
| Zilver | Christopher Mabee       | Vlag van Canada           | 198.69 | 3         | 1         |
| Brons  | Matthew Savoie (4)      | Vlag van Verenigde Staten | 190.15 | 2         | 6         |
| 4      | Marc Andre Craig        | Vlag van Canada           | 186.12 | 4         | 4         |
| 5      | Scott Smith (2)         | Vlag van Verenigde Staten | 185.25 | 6         | 3         |
| 6      | Kensuke Nakaniwa (3)    | Vlag van Japan            | 177.19 | 5         | 7         |
| 7      | Yasuharu Nanri          | Vlag van Japan            | 172.82 | 10        | 5         |
| 8      | Ma Xiaodong (3)         | Vlag van China            | 172.11 | 8         | 9         |
| 9      | Michael Weiss (2)       | Vlag van Verenigde Staten | 171.22 | 9         | 8         |
| 10     | Wu Jialiang             | Vlag van China            | 164.64 | 7         | 11        |
| 11     | Nicholas Young          | Vlag van Canada           | 162.30 | 11        | 10        |
| 12     | Sean Carlow (3)         | Vlag van Australië        | 136.68 | 12        | 12        |
| 13     | Song Lun (3)            | Vlag van China            | 127.69 | 13        | 13        |
| 14     | Michael Novales         | Vlag van Filipijnen       | 118.94 | 14        | 14        |
| 15     | Bradley Santer (7)      | Vlag van Australië        | 112.62 | 15        | 15        |
| 16     | Justin Pietersen (3)    | Vlag van Zuid-Afrika      | 105.38 | 16        | 17        |
| 17     | Luis Hernandez          | Vlag van Mexico           | 102.28 | 19        | 16        |
| 18     | Tristan Thode (2)       | Vlag van Nieuw-Zeeland    | 101.91 | 17        | 18        |
| 19     | Humberto Contreras (4)  | Vlag van Mexico           | 98.81  | 18        | 19        |
| 20     | Miguel Angel Moyron (3) | Vlag van Mexico           | 96.40  | 21        | 20        |
| 21     | Joel Watson (2)         | Vlag van Nieuw-Zeeland    | 91.64  | 22        | 22        |
| 22     | Robert McNamara         | Vlag van Australië        | 91.61  | 23        | 21        |
| 23     | Gareth Echardt (4)      | Vlag van Zuid-Afrika      | 87.83  | 20        | 23        |
| 24     | Konrad Giering (2)      | Vlag van Zuid-Afrika      | 72.39  | 24        | 24        |

| #                | naam                         | land                      | punten | korte kür | lange kür |
| ---------------- | ---------------------------- | ------------------------- | ------ | --------- | --------- |
| Goud             | Katy Taylor                  | Vlag van Verenigde Staten | 164.05 | 2         | 2         |
| Zilver           | Yukari Nakano (4)            | Vlag van Japan            | 161.49 | 3         | 1         |
| Brons            | Beatrisa Liang (2)           | Vlag van Verenigde Staten | 159.91 | 1         | 3         |
| 4                | Lesley Hawker (2)            | Vlag van Canada           | 145.94 | 6         | 4         |
| 5                | Meagan Duhamel               | Vlag van Canada           | 145.28 | 5         | 6         |
| 6                | Mai Asada                    | Vlag van Japan            | 141.65 | 4         | 7         |
| 7                | Liu Yan (4)                  | Vlag van China            | 138.55 | 10        | 5         |
| 8                | Joanne Carter (7)            | Vlag van Australië        | 133.97 | 8         | 9         |
| 9                | Akiko Kitamura               | Vlag van Japan            | 132.04 | 11        | 8         |
| 10               | Christine Zukowski           | Vlag van Verenigde Staten | 131.42 | 9         | 10        |
| 11               | Amélie Lacoste               | Vlag van Canada           | 127.29 | 7         | 11        |
| 12               | Miriam Manzano (6)           | Vlag van Australië        | 114.37 | 14        | 13        |
| 13               | Choi Ji-eun (2)              | Vlag van Zuid-Korea       | 112.42 | 17        | 12        |
| 14               | Kim Chae-hwa (2)             | Vlag van Zuid-Korea       | 112.00 | 12        | 14        |
| 15               | Fang Dan (6)                 | Vlag van China            | 105.67 | 13        | 15        |
| 16               | Michelle Cantu (3)           | Vlag van Mexico           | 99.07  | 15        | 18        |
| 17               | Shin Yea-ji (4)              | Vlag van Zuid-Korea       | 92.36  | 16        | 19        |
| 18               | Ana Cecilia Cantu (3)        | Vlag van Mexico           | 92.22  | 20        | 16        |
| 19               | Tammy Sutan                  | Vlag van Thailand         | 90.80  | 21        | 21        |
| 20               | Emily Naphtal                | Vlag van Mexico           | 82.55  | 18        | 21        |
| 21               | Diane Chen (7)               | Vlag van Taiwan           | 80.61  | 22        | 20        |
| 22               | Laura Downing                | Vlag van Australië        | 73.42  | 23        | 22        |
| 23               | Megan Allely                 | Vlag van Zuid-Afrika      | 64.23  | 24        | 23        |
| -                | Gladys Orozco Montemayor (7) | Vlag van Mexico           |        | 19        | tzt *     |
| Alleen korte kür |                              |                           |        |           |           |
| 25               | Teresa Lin                   | Vlag van Taiwan           |        | 25        |           |
| 26               | Lauren Henry                 | Vlag van Australië        |        | 26        |           |

| #      | naam                                       | land                      | punten | korte kür | lange kür |
| ------ | ------------------------------------------ | ------------------------- | ------ | --------- | --------- |
| Goud   | Rena Inoue (4) John Baldwin jr. (4)        | Vlag van Verenigde Staten | 168.89 | 1         | 1         |
| Zilver | Utako Wakamatsu Jean-Sebastien Fecteau (3) | Vlag van Canada           | 156.93 | 2         | 2         |
| Brons  | Elizabeth Putnam (4) Sean Wirtz (4)        | Vlag van Canada           | 149.56 | 6         | 3         |
| 4      | Marcy Hinzmann Aaron Parchem (2)           | Vlag van Verenigde Staten | 148.90 | 3         | 4         |
| 5      | Katie Orscher (5) Garrett Lucash (5)       | Vlag van Verenigde Staten | 148.90 | 3         | 4         |
| 6      | Anabelle Langlois (5) Cody Hay             | Vlag van Canada           | 143.22 | 4         | 6         |
| 7      | Li Jiaqi Xu Jiankun                        | Vlag van China            | 138.87 | 7         | 7         |
| 8      | Marina Aganina (5) Artem Knyazev (7)       | Vlag van Oezbekistan      | 123.60 | 8         | 8         |
| 9      | Emma Brien Stuart Beckingham (5)           | Vlag van Australië        | 101.51 | 9         | 9         |

| #      | naam                                    | land                      | punten | verpl. kür | org. kür | vrije kür |
| ------ | --------------------------------------- | ------------------------- | ------ | ---------- | -------- | --------- |
| Goud   | Tanith Belbin (5) Benjamin Agosto (5)   | Vlag van Verenigde Staten | 199.73 | 1          | 1        | 1         |
| Zilver | Morgan Matthews Maxim Zavozin           | Vlag van Verenigde Staten | 171.69 | 2          | 2        | 2         |
| Brons  | Tessa Virtue Scott Moir                 | Vlag van Canada           | 168.66 | 3          | 3        | 3         |
| 4      | Chantal Lefebvre (2) Arseni Markov      | Vlag van Canada           | 161.97 | 4          | 4        | 4         |
| 5      | Mylene Girard (2) Bradley Yaeger (2)    | Vlag van Canada           | 152.29 | 6          | 5        | 5         |
| 6      | Jamie Silverstein (2) Ryan O'Meara (2)  | Vlag van Verenigde Staten | 150.76 | 5          | 6        | 7         |
| 7      | Yu Xiaoyang (4) Wang Chen (4)           | Vlag van China            | 144.12 | 9          | 7        | 6         |
| 8      | Nakako Tsuzuki (6) Kenji Miyamoto (7)   | Vlag van Japan            | 139.08 | 7          | 9        | 8         |
| 9      | Laura Munana (2) Luke Munana (2)        | Vlag van Mexico           | 137.47 | 10         | 8        | 9         |
| 10     | Huang Xintong Zheng Xun                 | Vlag van China            | 132.19 | 12         | 10       | 10        |
| 11     | Olga Akimova (6) Alexander Shakalov (2) | Vlag van Oezbekistan      | 125.13 | 8          | 12       | 11        |
| 12     | Natalie Buck (6) Trent Nelson-Bond (7)  | Vlag van Australië        | 121.78 | 11         | 11       | 12        |
| 13     | Alisa Allapach Peter Kongkasem          | Vlag van Thailand         | 113.20 | 13         | 13       | 13        |
| 14     | Maria Borounov Evgeni Borounov          | Vlag van Australië        | 95.22  | 15         | 14       | 15        |
| 15     | Kim Hye-min (2) Kim Min-woo (2)         | Vlag van Zuid-Korea       | 93.93  | 14         | 15       | 14        |

1999 · 
2000 · 
2001 · 
2002 · 
2003 · 
2004 · 
2005 · 
2006 ·
2007 ·
2008 ·
2009 ·
2010 ·
2011 ·
2012 ·
2013 ·
2014 ·
2015 ·
2016 ·
2017 ·
2018 ·
2019 ·
2020 ·
2021 ·
2022
EK kunstschaatsen ·
WK kunstschaatsen ·
WK kunstschaatsen junioren ·
Olympische Spelen